# Túnel Shiziyang

Mapa da conexão ferroviária Cantão–Shenzhen–Hong Kong

O túnel Shiziyang é um túnel ferroviário de alta velocidade que se estende por 10,8 km sob a parte mais ao norte do estuário do rio das Pérolas, na China.

## Rota
O túnel de 10,8 km de comprimento é parte da linha ferroviária de alta velocidade de 146 km de comprimento que conecta Cantão, Shenzhen e Hong Kong. Foi projetado para suportar velocidades de até 350 km/h, a maior velocidade em um túnel no mundo. Sendo também o mais longo túnel subaquático da China. O túnel permite que viagens entre Cantão e Hong Kong durem apenas 40 minutos, bem mais rápido do que anteriormente, quando durava 2 horas. A linha é parte da rede nacional de ferrovias de alta velocidade da China; viagens de Pequim a Hong Kong levam 8 horas.

## Construção
A construção começou em novembro de 2007, com um orçamento de 2,4 bilhões de yuan; as obras foram concluídas em 2011, e a operação começou em 26 de dezembro de 2011. Incomumente, as tuneladoras foram projetadas para serem desmontadas dentro do túnel.